# 145
Năm 145 là một năm trong lịch Julius. 